# Leopold Andree (učitelj)
Leopold Andrée, slovenski fizik in  matematik, * 14. november 1879, Novo mesto, † 8. julij 1952, Ljubljana.
Diplomiral je 1906 na dunajski Filozofski fakulteti. Po končanem študiju je poučeval fiziko in matematiko na srednjih šolah v Ljubljani (1906–12 in 1914–46) ter na Gimnaziji Jurija Vege v Idriji (1912–14). S knjigami in predavanji je populariziral radioamaterstvo, posebno med učitelji, in bil 1931 pobudnik prve šolske oddaje na ljubljanskem radiu. Leta 1930 je bil odlikovan z redom sv. Save.